# أبو جعفر بن قادم
أبو جعفر محمد بن عبد الله (؟ - 251هـ)، لُقِّبَ بابن قادم، هو نحويٌّ كوفي من أئمة الطبقة الرابعة من المدرسة الكوفية، عاصر أبو جعفر بن سعدان الضرير وابن السكيت والطوال. اشتهر كأستاذ النحوي ثعلب.

## حياته
اسمهُ الأصلي محمد بن عبد الله، وقِيل أحمد بن عبد الله، وقيل أيضًا ابن عُبيد الله، ويُكنَّى أبو جعفر واشتَهر بابن قادم وقادم هو اسم جدَّه. تتلمذ ابن قادم على يدِ الفراء، ثاني أشهر نحاة الكوفة بعد الكسائي، ظهر نبوغه في النحو أثناء مصاحبته الفراء، خاصَّةً ما يتعلَّق بالتعليل، وكان إلى جانب نبوغه في النَّحو مُتَبَحِّراً في القراءات القرآنية وعلم الحديث النبوي. بعد أن تعمَّق ابن قادم في النَّحو وذاع صيته تفرَّغ للتدريس، وتولَّى مسؤولية تأديب عبد الله بن المعتز قبل تولِّيه الخلافة، وقام بتأديب ولد سعيد بن قتيبة الباهلي، ونَبَغَ من طُلابه النحوي الشهير أحمد بن يحيى الشيباني الملقَّب بثعلب. تُوفِّي ابن القادم في سنة 251هـ في عاصمة الخلافة بغداد أثناء خلافة أحمد المستعين بالله. وتذكر بعض الروايات أنَّه لم يَمُت في خلافة المستعين وإنَّما مات في ظروف غامضة في خلافة المُعتز، وتفاصيل ذلك أنَّ المُعتَز حمل حقداً على ابن قادم على طريقة تأديبه له، فلمَّا تولَّى الحُكم بعد المستعين أرسلَ مبعوثاً إلى منزل ابن قادم، وكان حينها شيخاً كبير السن، فقيل له: رسول أمير المؤمنين، فقال: ليس أمير المؤمنين ببغداد، وهو يعني المستعين، قالوا: لا، قد ولى المعتزّ، ففطن ابن القادم لما هو مُقبلٌ عليه فودَّع أولاده ولم يُسمَع له خبرٌ بعدها.
من الروايات الواردة عنه ما نقلَه أحمد بن إسحاق بن بهلول أنَّه دخل هو وأخوه على حلقات التدريس في بغداد فوَقَفَا على «حلقة فيها رجل يتلهب ذكاءً، ويجيب على كلّ ما يُسأَلُ عنه من مسائل القرآن والنحو والغريب وأبيات المعاني، فقلنا: من هذا؟، فقالوا: أحمد بن يحيى ثعلب، فبينما نحن كذلك إذ وردَ شيخٌ يتوكأ على عصا، فقال ثعلب لأهل الحلقة: أَفرِجُوا للشيخ، فأفرَجُوا له حتَّى جلس إلى جانبه، ثُمَّ إنَّ سائلاً سألَ ثعلباً عن مسألة، فقال: قال الرؤاسي فيها كذا، وقال الكسائي كذا، وقال الفراء كذا، وقال هشام كذا، وقُلتُ أنا كذا، فقال له الشيخ: لا تراني أعتقد فيها إلا جوابك فالحمد لله الذي بلَّغَنِي فيك هذه المنزلة، فقلنا من هذا الشيخ؟ فَقِيل: أُستَاذه ابن قادم».
ويُروَى أيضًا على لسان ابن قادم حادثة حصلت له مع قائد الشرطة في بغداد، بعد أن أخطأ كاتِبُهُ ميمون بن إبراهيم خطأً نحوياً في رسالة إلى المأمون، فردَّ المأمون برسالة يعاتبه فيها، مِمَّا جعل قائد الشرطة يطلب حضور ابن قادم حتى يحكم على صحَّة ما كتبه الكاتِب ميمون. يقول ابن قادم: «وجه إليَّ إسحاق - قائد الشرطة في بغداد - فأحضرَنِي، فلم أدرِ ما السبب، فلما قربتُ من مجلسه تلقَّاني ميمون بن إبراهيم، كاتبه، وهو هَلِع جَزِع، فقال لي بصوت خفي: إنه إسحاق، وفر غير متثبت، حتى رجع إلى مجلس إسحاق، فراعَني ذلك، فلما مثلتُ بين يديه قال: كيف يقال: «وهذا المال مالاً» أو «هذا المال مالٌ»؟ فعلمت ما أراد ميمون، فقلتُ لهُ: الوجه مالٌ، ويجوز مالاً، فأقبل إسحاق على ميمون بغلطه وفظاظة، ثم قال لي: الزَم الوجه في كتبك، ودعنا من يجوز ويجوز، ورمى بكتاب كان في يده. فسألتُ [يمعنى استعلمت]، فإذا ميمون قد كتب إلى المأمون كتابا عن إسحاق وهو بالروم، وكتب فيه: «وهذا المال مالا»، فوقع المأمون بخطه بحاشية الموضع: تكاتبني باللحن؟ فقامت على إسحاق، فكان ميمون بعد ذلك يقول: ما أدرى كيف كيف أشكر ابن قادم، أبقي على روحي ونعمتي.».

## مؤلفاته
- «الكافي» (كتاب في النحو).
- «المُختَصر» (كتاب في النحو).
- «الملوك» (كتاب في النحو).[6]
- «غريب الحديث» (كتاب في علم الحديث).